# Kumminolja
Kumminolja kan beteckna olika produkter, allt efter framställningssättet.
För alla dessa produkter gäller att de ska förvaras mörkt, lufttätt och svalt (ej över 25 °C).

## Oljeutdrag
Framställning genom att torkade kumminfrukter får dra några dygn i lika volymdel vegetabilisk olja, som sedan filtreras. Oljan är mörkfärjad med svag kumminlukt.
Denna olja är olöslig i vatten, löslig i glycerin och lika volymdel etanol. Den är hållbar, om stabil olja använts vid utdraget.
Kumminolja har ingått i tidig svensk farmakopé, första gången 1775. En rad beteckningar har förekommit genom åren;
- Aetheroleum Cari
- Aetheroleum carvi
- Carvi aetheroleum
- Oleum cari
- Oleum carui
- Oleum carvi
- Oleum carvi stillaticum
- Oleum destillatum carvi

 I 1901 års farmakopé infördes en specialföreskrift, att om ett recept föreskrev kumminolja fick det bytas ut mot karvon. Denna förekrift togs bort efter ett par år, men kom tillbaka 1925.
Även i flera andra länders farmakopéer har kumminolja ingått, t ex
- Danmark (1868)
- Frankrike (1866)
- Norge (1854, 1879)
- USA (1876, 1880)

## Ångdestillation
Ångdestillation av torkade frukter eller krossade färska frukter, innehållande frön ger en tunn, lättflytande, klar, färglös, flyktig olja, kallad kumminessens (eterisk olja). CAS-nummer 8000-42-8.
Oljan gulnar så småningom och blir till sist brun. Tyngden ökar något med åldern.
Oljan har skarp kryddsmak. Dess doft sätts samman av innehållsämnena
- Terpener
  - L-limonen a) 20 % – 40 %
  - Pinen
  - Sabinen
- Alkoholer
  - Geraniol
  - Karveol, C10H16O
- Kumminaldehyd 30 %
- Keton
  - D-karvon b) 50 % – 85 %

––––––––––––––––––

a) L (levo) betyder vänstervridande polarisering

b) D (dextro) betyder högervridande polarisering
Kokpunkten varierande 175 °C – 231 °C. Olöslig i vatten. Löslig i vegetabiliska oljor. Löses i 80 % etanol, men mängden etanol måste vara betydligt mer än mängden kumminolja för att allt ska bli löst.
Det finns även en terpenfri variant. Den har mycket starkare doft än den terpenhaltiga. Löses redan i hälften volym 80 % etanol. Lösningen är klar, med pH = 6 – 8.
Oljehalten varierar stort, allt efter växtplatsens förutsättningar. Vild kummin innehåller mer olja än odlad, och nordligt växande mer än söderut. Halterna ökar vid lagring av råvaran. Från höst till vår kan halten eterisk olja fördubblas.
| Trakt                              | Halt (%)  |
| ---------------------------------- | --------- |
|                                    |           |
| Norrland                           | 9         |
| Tyskland                           | 6 – 7     |
| Sverige (medelvärde)               | 5         |
| Nederländerna (frön från odlingar) | 4 – 6,5   |
| Ryssland                           | 3,2 – 3,6 |
| Europa (medelvärde)                | 3         |

## Pressning
Kumminolja kan också fås genom pressning av frön, urtagna från frukten. Sådan olja har CAS-nummer 235433-20-2.

## Användning
Kumminolja är desinficerande, och kan ingå som smaksättning av tandkräm och munvatten.
Maskering av smaken hos illasmakande läkemedel.
Cirkulationsbefrämjande, vilket är till hjälp vid reumatism och muskelvärk. I början på 1800-talet ingneds kumminolja på magen för att minska gasbildning och lösa kramp vid kolik hos spädbarn. Ett botemedel var kumminvatten (eterisk olja löst i etanol och vatten). Kumminvatten har ännu på senare tid använts för spädbarn med kolik.
Används som parfym (särskilt som "manlig" parfym) och för doftsättning av hudvårdpreparat, tvålar och rumsluft.
I en svensk apotekarhandbok från mitten av 1800-talet sägs att kumminolja används "utvärtes till ingnidning", men vad som detta skulle bota angavs inte.
Förr använt både invärtes och utvärtes mot frossa och "slem i bröstet".
Varning! Kumminolja är fototoxisk. Preparat med kumminolja bör därför inte användas på huden vid vistelse i solsken.
Stora intag kan ge leverskador.

## Historia
Kumminolja är känd sen urminnes tider. En dåtida primitiv framställningsmetod var att koka råvaran i vatten, varvid oljan flöt till ytan, och kunde tillvaratas där.
I Papyrus Ebers, daterad till 1 550 år före vår tideräkning, finns recept, där kumminolja ingår.
Kumminolja nämns 1574 i en tysk apotekstaxa.
Linné hade med kumminolja i skriften Pharmacopaea Holmiensis, ca 1740.

## Kuriosa
I indisk ayurveda-medicin används kumminolja för behandling av sjukdomar i hårbottnen.
I traditionell kinesisk medicin har kummin Jord-energi. Verkan sker genom mjälten, bukspottkörteln och magsäcken. Obalans ger låg ämnesomsättning, som medför vatten i kroppen, kalla händer och fötter, tankeslöhet, obeslutsamhet och tendens till mjältsjuka.
Den positiva fasen av kumminolja är stimulering av förnuft, förståelse och medkänsla.
Enligt europeisk folkmedicin är omslag med oljeutdragen kumminolja effektivt mot blåmärken.

## Källa
- Shenet / Kumminolja